# Riu Vaca
El Vaca (també anomenat riu de Xeraco) és un riu de recorregut curt situat a la Safor, País Valencià. Té 16,6 quilòmetres de longitud i, després de travessar la comarca de la Valldigna, desemboca a Xeraco, a la mar Mediterrània.

## Recorregut
El Vaca naix d'unes fonts situades al peu del massís del Mondúver, al terme municipal de Simat de la Valldigna. Aquestes fonts estan alimentades pels barrancs del polje de Barx, el qual desaigua a través de l'avenc de la Donzella, que alimenta les diferents fonts a ombria de la Valldigna.
Creua tota la Valldigna d'oest a est, passant uns centenars de metres pel sud del nucli urbà de Benifairó de la Valldigna, i delimitant el límit sud del nucli urbà de Tavernes de la Valldigna. Abans d'entrar a Tavernes, però, rep pel marge esquerre el seu afluent més llarg: el Malet. Després de creuar l'AP-7, el riu va canalitzat, rebent el nom de "Séquia la Bova", i va guanyant en amplària. Posteriorment, prop de la fita amb el terme de Xeraco, rep el seu últim afluent, el Vadell.
Tant el riu Vaca com el Vadell desembocaven, en temps passats, a la marjal de la Safor en la seua part més septentrional. Només en èpoques de fortes pluges eren capaços de desaiguar a la mar a través de la gola, fita que delimita els límits municipals de Xeraco i Gandia. Al drenar-se la marjal, es van produir les canalitzacions del riu Vaca i Vedell, convertint-se aquest segon en tributari del riu Vaca. Durant la segona meitat del segle passat, es va obrir una desembocadura artificial al nord de la platja de Xeraco per guanyar capacitat de desguàs.
La Gola és un restrenyiment de l'amplària del riu provocat per la seua aproximació i travessament del cordó litoral que separa la marjal de la mar. La regulació antròpica dels nivells d'aigua en la marjal fa que el riu Vaca solament arribe a desembocar les seues aigües per causa de la intervenció humana, quan es practica una excavació en la platja que obre camí a les aigües estancades cap a la mar.

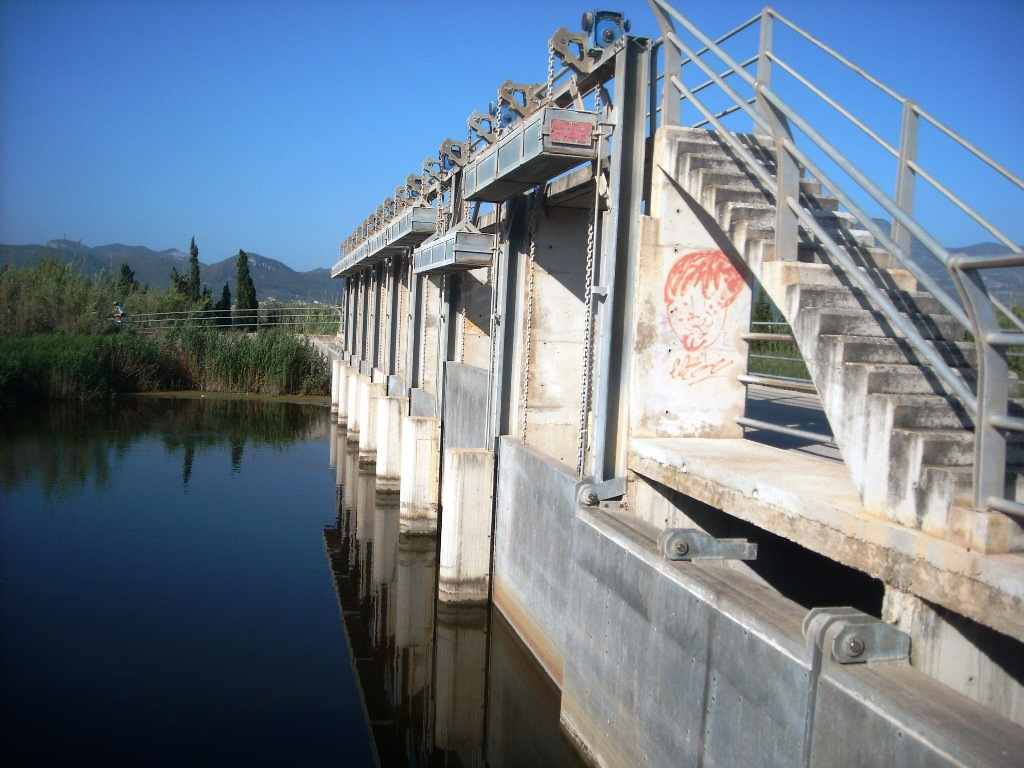
Comportes per la regulació antròpica del nivell de l'aigua i el cabal hidràulic de desguàs cap a la mar Mediterrània.
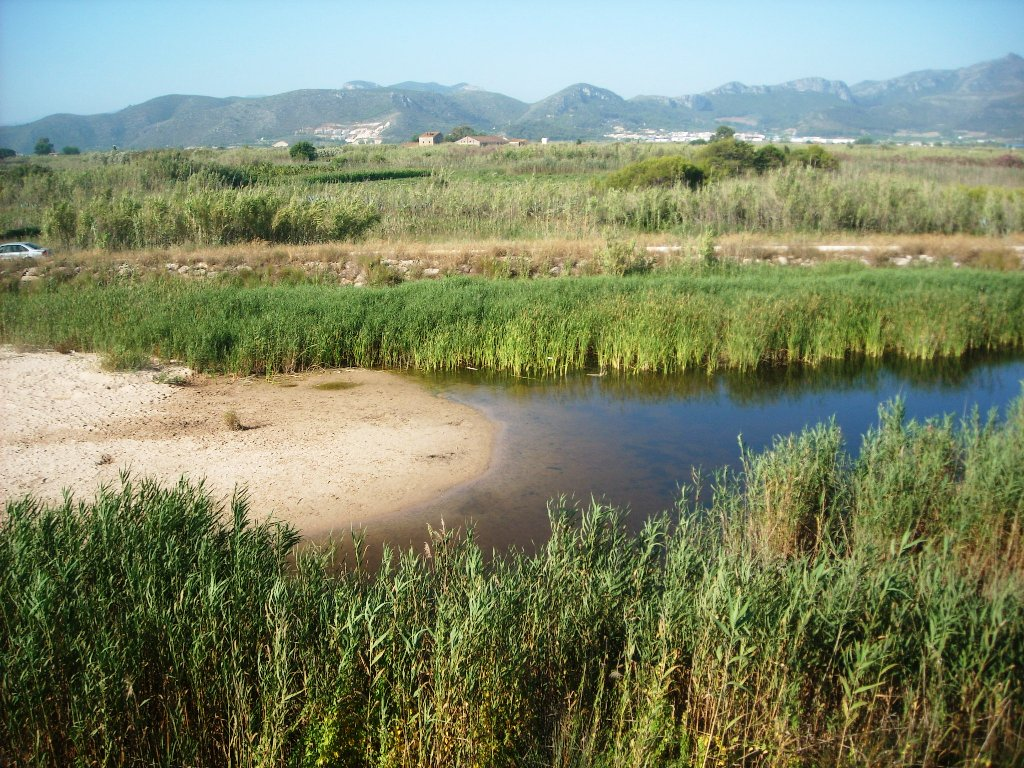
Gola del riu Vaca amb el Massís del Mondúber al fons. Fotografia amb orientació sud.
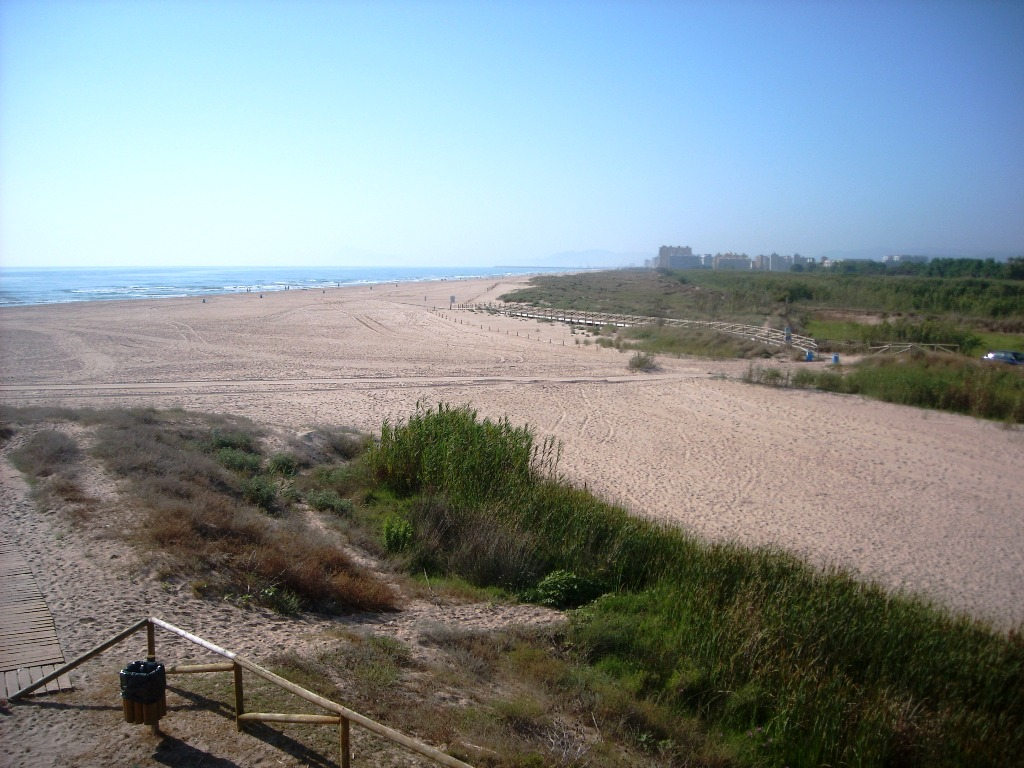
Gola del riu Vaca amb el cordó litoral de sorra als nivells habituals durant tot l'any. Orientació de la fotografia: Sud-est.
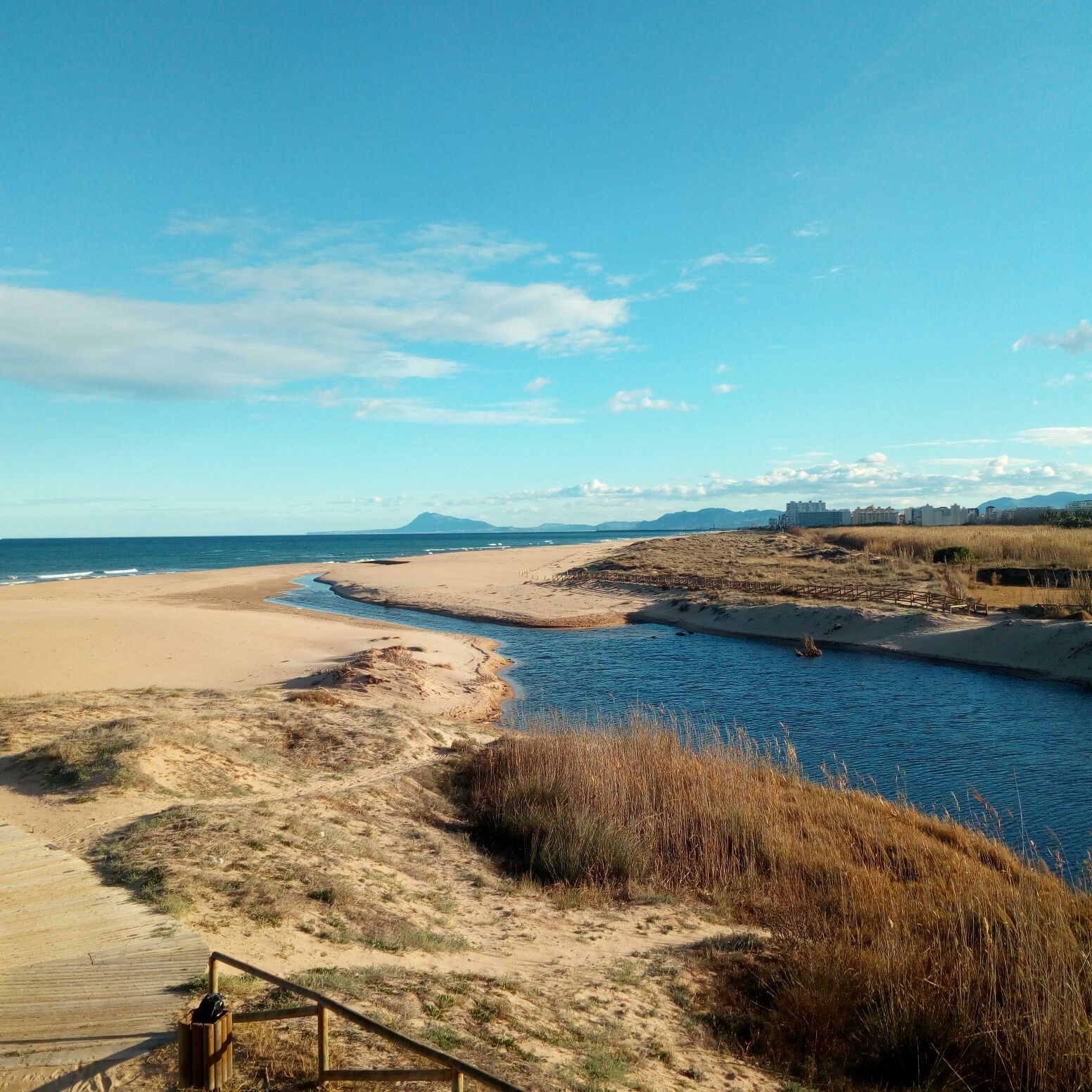
Gola del riu Vaca excavada amb maquinària pesant per permetre l'evacuació de cabal cap al Mediterrani. Orientació de la fotografia: Sud-est.
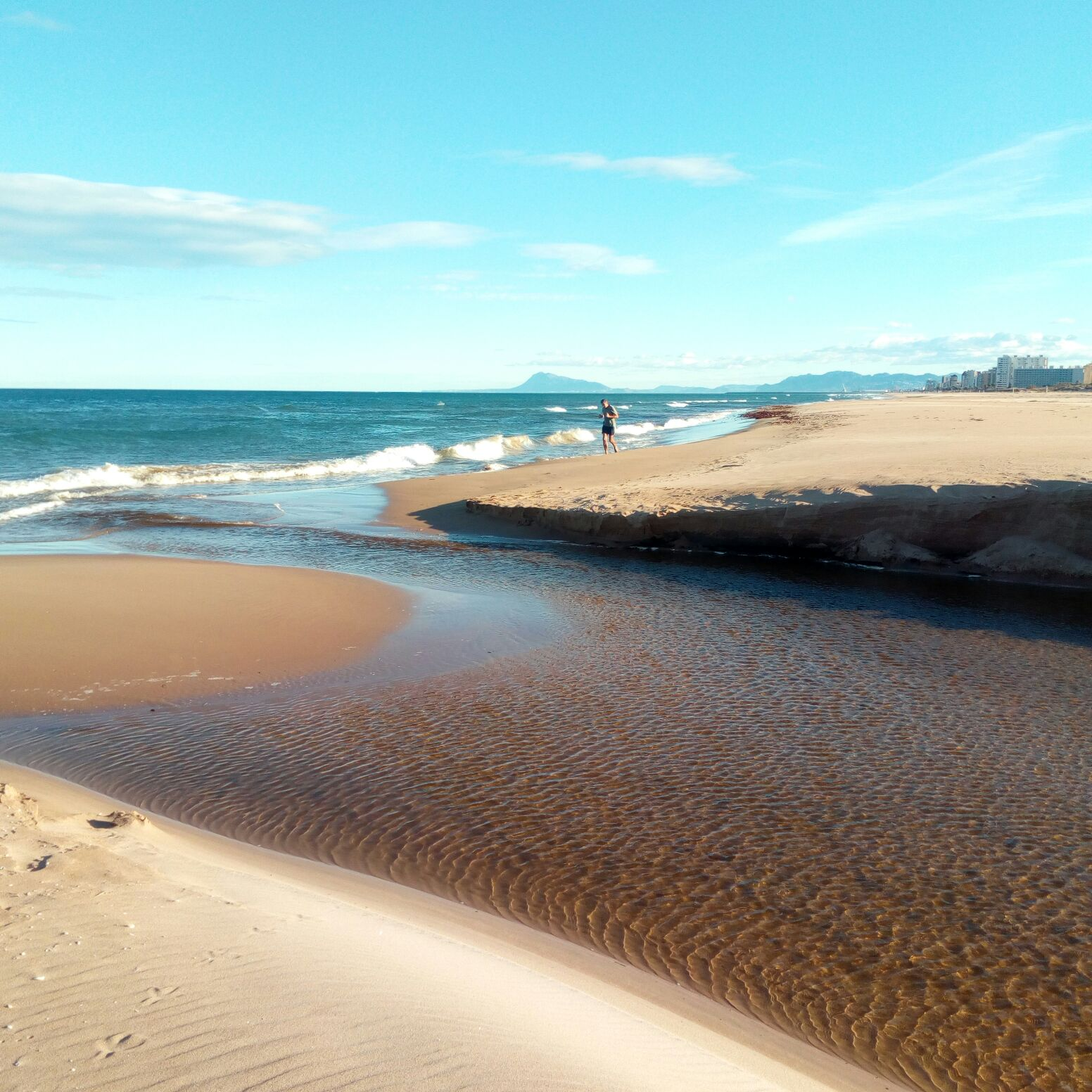
Gola en detall on es veu el petit cabal que desemboca.

## Desembocadura artificial del riu Vaca
Com ja s'ha dit abans, a mitjans de segle XX es va anar eixamplant una séquia fins a convertir-la en un canal hidràulic capaç d'evacuar grans cabals i, per tant, fer baixar el nivell de l'aigua que posava en risc els cultius de les marjals de Xeraco i Tavernes de la Valldigna. Durant els anys vuitanta es van construir murs de formigó i comportes metàl·liques de regulació de cabal.

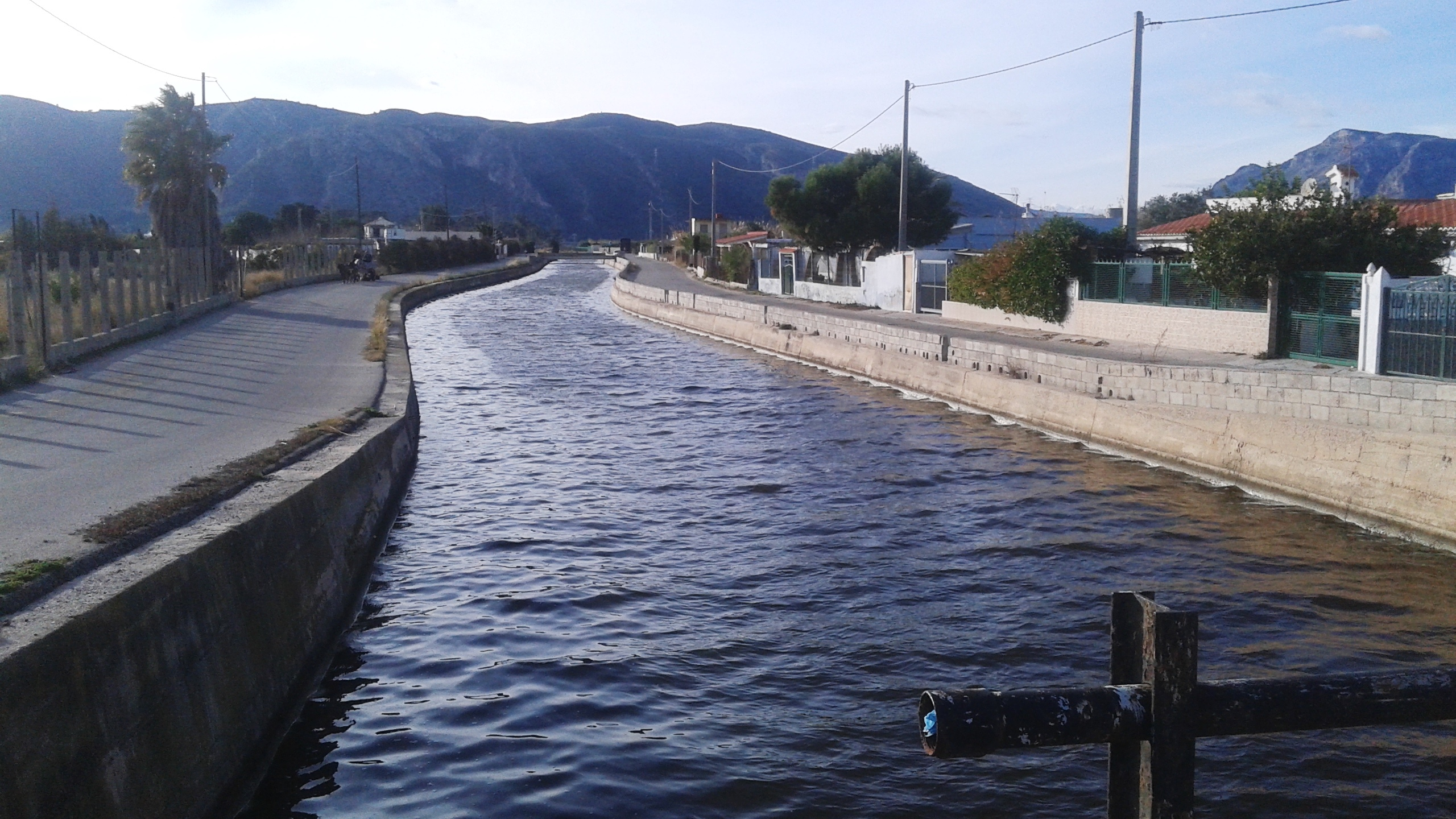
Fotografia del tram de canal feta des de les comportes. Orientació: Oest. Al fons, part del massís calcari del Mondúber.
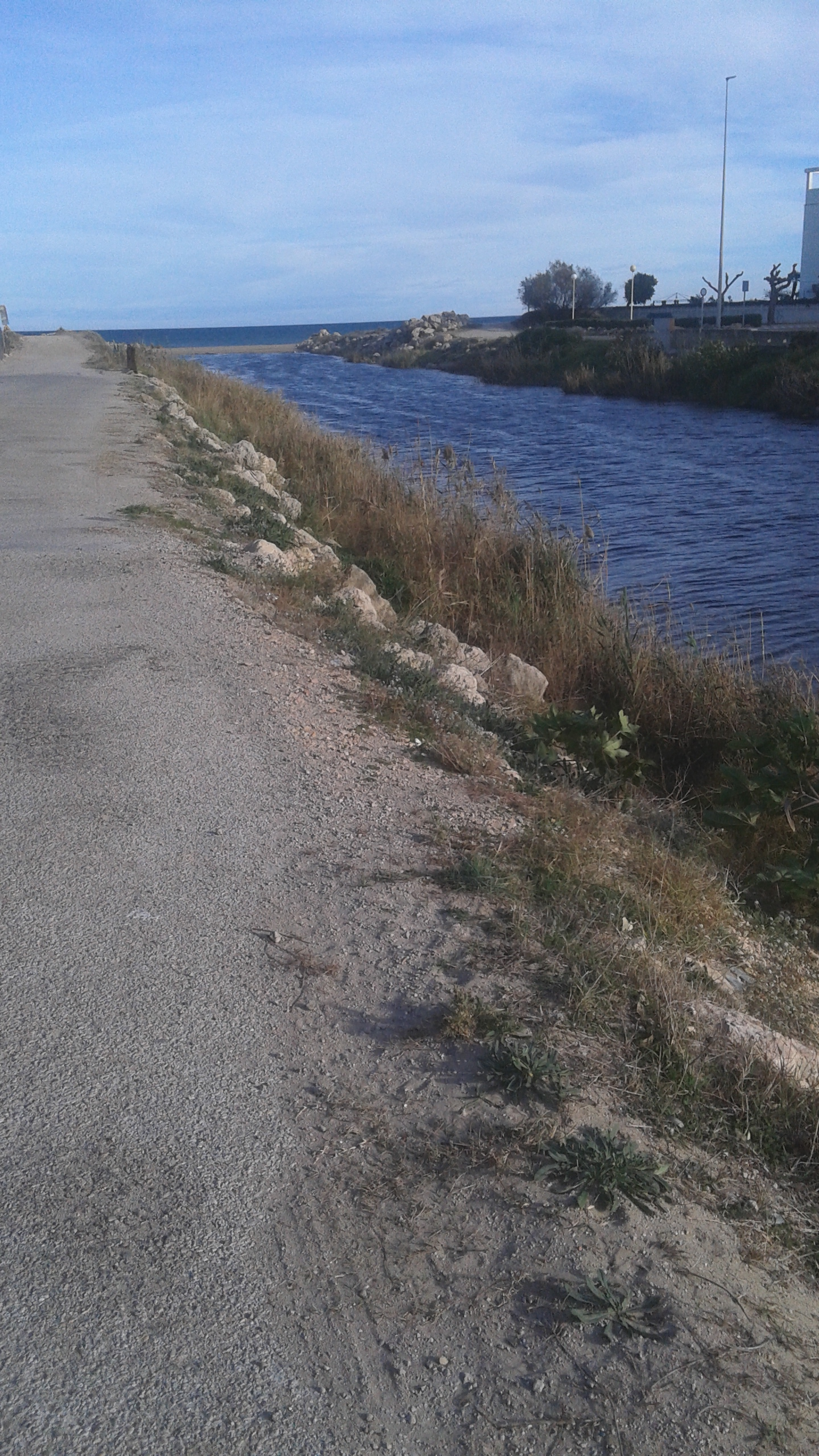
Fotografia del tram final del canal d'evacuació. Orientació Est. Guaiteu que els murs del canal en aquest tram són de roques de pedrera i no de formigó.
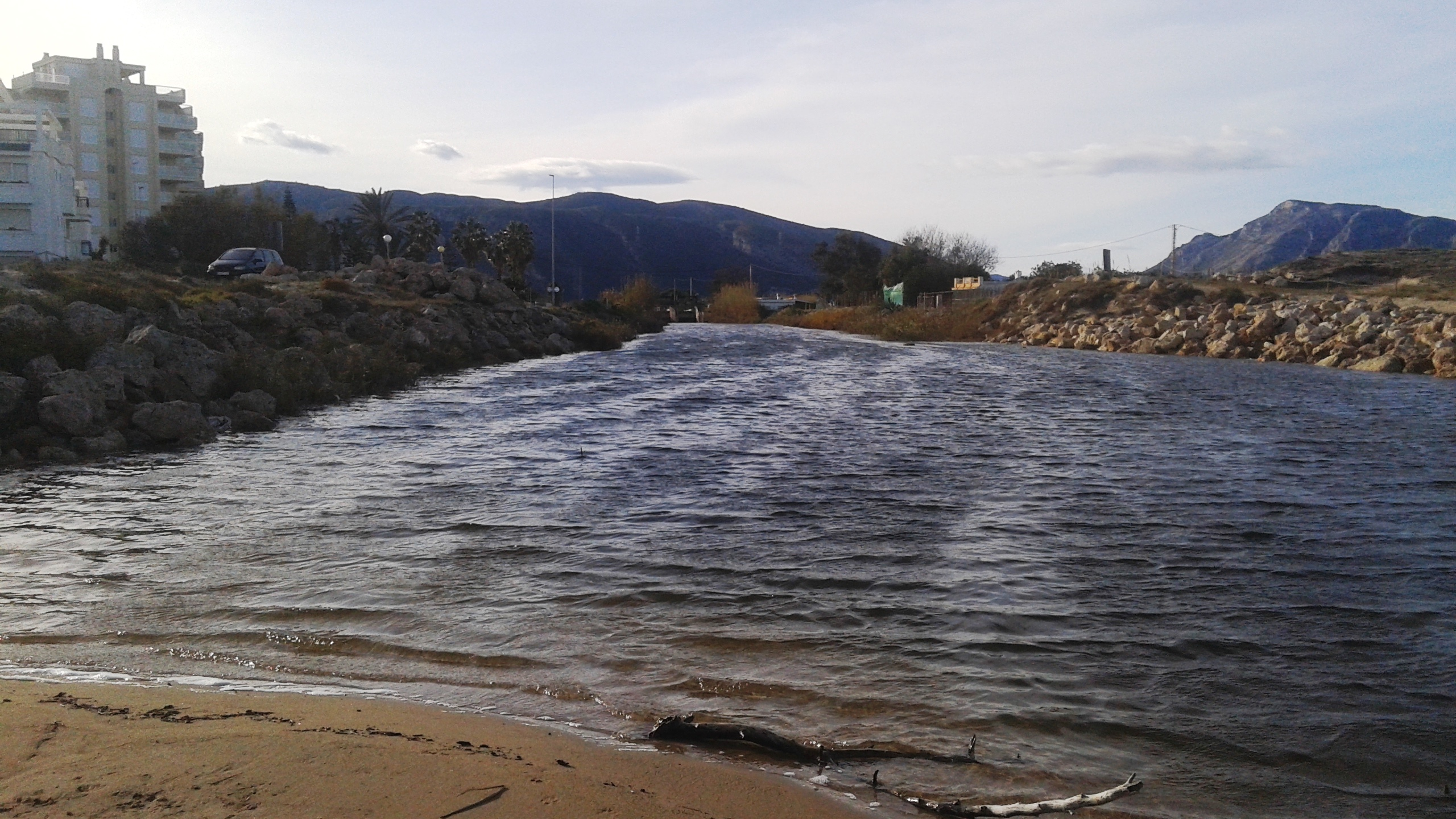
Desembocadura del canal d'evacuació. El canal fa de fita entre els termes de Xeraco (esquerra de la fotografia) i Tavernes de la Valldigna (dreta).